# Stasimopus obscurus
Stasimopus obscurus là một loài nhện trong họ Ctenizidae. S. obscurus được miêu tả năm 1908 bởi William Frederick Purcell.